# Shandong Xinfa Aluminium Group
Die Xinfa Group, auch bekannt als Shandong Xinfa Aluminium Group (oder nur Xinfa), war 2022 gemessen an der Eigenkapitalproduktion der drittgrößte Aluminiumproduzent der Welt und der zweitgrößte in China. Bei Aluminiumoxid belegte das Unternehmen den dritten Platz weltweit. Dank einer ausgedehnten Lieferkette verfügt die Xinfa Group über eine Kapazität von 3,6 Millionen Tonnen, von denen mehr als die Hälfte, etwa 1,9 Millionen Tonnen, in der Region Xinjiang produziert werden.

## Geschichte
Die 1972 gegründete Xinfa Group mit Hauptsitz in der Provinz Shandong besitzt mittlerweile 73 Tochtergesellschaften, die auf Stromerzeugung, Aluminiumoxid, Raffination, Kohlenstoffproduktion und die Herstellung von Aluminiumprodukten spezialisiert sind. Zu ihren wichtigsten Vermögenswerten zählen Unternehmen wie Chipping Huaxin Aluminium Industry, Shandong Xinfa Hope Aluminium (unter der East Hope Group) und Guangxi Xinfa Aluminium.
Mit 3,7 Millionen Tonnen des Leichtmetalls Aluminium landete Xinfa auf dem weltweit vierten Rang der größten Aluminiumproduzenten im Jahr 2024.

## Kritik
Xinfa steht in der Kritik, als Low-Cost-Produzent wenig Rücksicht auf Umweltstandards zu nehmen, insbesondere im Hinblick auf die giftigen Nebenprodukte, die bei der Verarbeitung des Rohstoffs Bauxit entstehen (Roter Schlamm).